# Alina Rotaru-Kottmann
Alina Rotaru-Kottmann (ur. 15 lipca 1993) – rumuńska lekkoatletka, specjalizująca się w skokach w dal i wzwyż.

## Osiągnięcia
| Rok  | Impreza                                        | Miejsce        | Pozycja    | Konkurencja       | Wynik |
| ---- | ---------------------------------------------- | -------------- | ---------- | ----------------- | ----- |
| 2009 | Mistrzostwa świata juniorów młodszych          | Bressanone     | skok wzwyż | 4. miejsce        | 1,82  |
| 2009 | Mistrzostwa świata juniorów młodszych          | Bressanone     | skok w dal | 2. miejsce        | 6,09  |
| 2009 | Europejski festiwal młodzieży                  | Tampere        | skok wzwyż | 5. miejsce        | 1,79  |
| 2009 | Europejski festiwal młodzieży                  | Tampere        | skok w dal | 2. miejsce        | 6,24  |
| 2010 | Kwalifikacje do igrzysk olimpijskich młodzieży | Moskwa         | skok w dal | 2. miejsce        | 6,26  |
| 2010 | Igrzyska olimpijskie młodzieży                 | Singapur       | skok w dal | 2. miejsce        | 6,38  |
| 2011 | Mistrzostwa Europy juniorów                    | Tallinn        | skok w dal | 2. miejsce        | 6,36  |
| 2012 | Mistrzostwa Europy                             | Helsinki       | skok w dal | el. – 20. miejsce | 6,19  |
| 2012 | Mistrzostwa świata juniorów                    | Barcelona      | skok w dal | 5. miejsce        | 6,52  |
| 2013 | Halowe mistrzostwa krajów bałkańskich          | Stambuł        | skok w dal | 4. miejsce        | 6,29  |
| 2013 | Halowe mistrzostwa Europy                      | Göteborg       | skok w dal | el. – 11. miejsce | 6,39  |
| 2013 | Młodzieżowe mistrzostwa Europy                 | Tampere        | skok w dal | 5. miejsce        | 6,47  |
| 2013 | Mistrzostwa krajów bałkańskich                 | Stara Zagora   | skok w dal | 3. miejsce        | 6,50  |
| 2014 | Mistrzostwa Europy                             | Zurych         | skok w dal | 7. miejsce        | 6,55  |
| 2015 | Halowe mistrzostwa Europy                      | Praga          | skok w dal | 4. miejsce        | 6,79  |
| 2015 | Młodzieżowe mistrzostwa Europy                 | Tallinn        | skok w dal | 3. miejsce        | 6,69  |
| 2015 | Mistrzostwa świata                             | Pekin          | skok w dal | el. – 15. miejsce | 6,58  |
| 2015 | Światowe wojskowe igrzyska sportowe            | Mungyeong      | skok wzwyż | 3. miejsce        | 1,80  |
| 2015 | Światowe wojskowe igrzyska sportowe            | Mungyeong      | skok w dal | 3. miejsce        | 6,33  |
| 2016 | Halowe mistrzostwa świata                      | Portland       | skok w dal | 10. miejsce       | 6,45  |
| 2016 | Igrzyska olimpijskie                           | Rio de Janeiro | skok w dal | el. – 18. miejsce | 6,40  |
| 2017 | Mistrzostwa świata                             | Londyn         | skok w dal | 12. miejsce       | 6,46  |
| 2017 | Uniwersjada                                    | Tajpej         | skok w dal | 1. miejsce        | 6,65  |
| 2018 | Halowe mistrzostwa świata                      | Birmingham     | skok w dal | 9. miejsce        | 6,41  |
| 2018 | Mistrzostwa Europy                             | Berlin         | skok w dal | el. – 15. miejsce | 6,55  |
| 2019 | Halowe mistrzostwa Europy                      | Glasgow        | skok w dal | 5. miejsce        | 6,64  |
| 2019 | I liga drużynowych mistrzostw Europy           | Sandnes        | skok w dal | 3. miejsce        | 6,59  |
| 2019 | Mistrzostwa świata                             | Doha           | skok w dal | 6. miejsce        | 6,71  |
| 2021 | Halowe mistrzostwa Europy                      | Toruń          | skok w dal | el. – 10. miejsce | 6,53  |
| 2021 | Igrzyska olimpijskie                           | Tokio          | skok w dal | el. – 17. miejsce | 6,51  |
| 2022 | Mistrzostwa Europy                             | Monachium      | skok w dal | 11. miejsce       | 6,26  |
| 2023 | Halowe mistrzostwa Europy                      | Stambuł        | skok w dal | 5. miejsce        | 6,62  |
| 2023 | II dywizja drużynowych mistrzostw Europy       | Chorzów        | skok w dal | 2. miejsce        | 6,63  |
| 2023 | Mistrzostwa świata                             | Budapeszt      | skok w dal | 3. miejsce        | 6,88  |
| 2024 | Halowe mistrzostwa świata                      | Glasgow        | skok w dal | 8. miejsce        | 6,46  |
| 2024 | Mistrzostwa Europy                             | Rzym           | skok w dal | 9. miejsce        | 6,68  |
| 2024 | Igrzyska olimpijskie                           | Paryż          | skok w dal | 7. miejsce        | 6,67  |
| 2025 | Halowe mistrzostwa Europy                      | Apeldoorn      | skok w dal | el. – 14. miejsce | 6,29  |
| 2025 | Halowe mistrzostwa świata                      | Nankin         | skok w dal | 5. miejsce        | 6,59  |

Medalistka mistrzostw kraju w różnych kategoriach wiekowych, ma na koncie także złoty medal mistrzostw Bałkanów kadetek (skok w dal, Ankara 2009). W 2010 odpadła w eliminacjach skoku w dal podczas mistrzostw świata juniorów w kanadyjskim Moncton.

## Rekordy życiowe
- skok w dal (stadion) – 6,96 (2023)
- skok w dal (hala) – 6,74 (2015)
- skok wzwyż (hala) – 1,85 (2012)
- pięciobój lekkoatletyczny (hala) – 4111 pkt. (2012)